# توفکیرشن آندر پرام
توفکیرشن آندر پرام (به آلمانی: Taufkirchen an der Pram) یک منطقهٔ مسکونی در اتریش است که در ناحیه شاردینگ واقع شده‌است. توفکیرشن آندر پرام ۲۹٫۱۵ کیلومتر مربع مساحت دارد ۳۳۸ متر بالاتر از سطح دریا واقع شده‌است.